# Jörg Rocholl

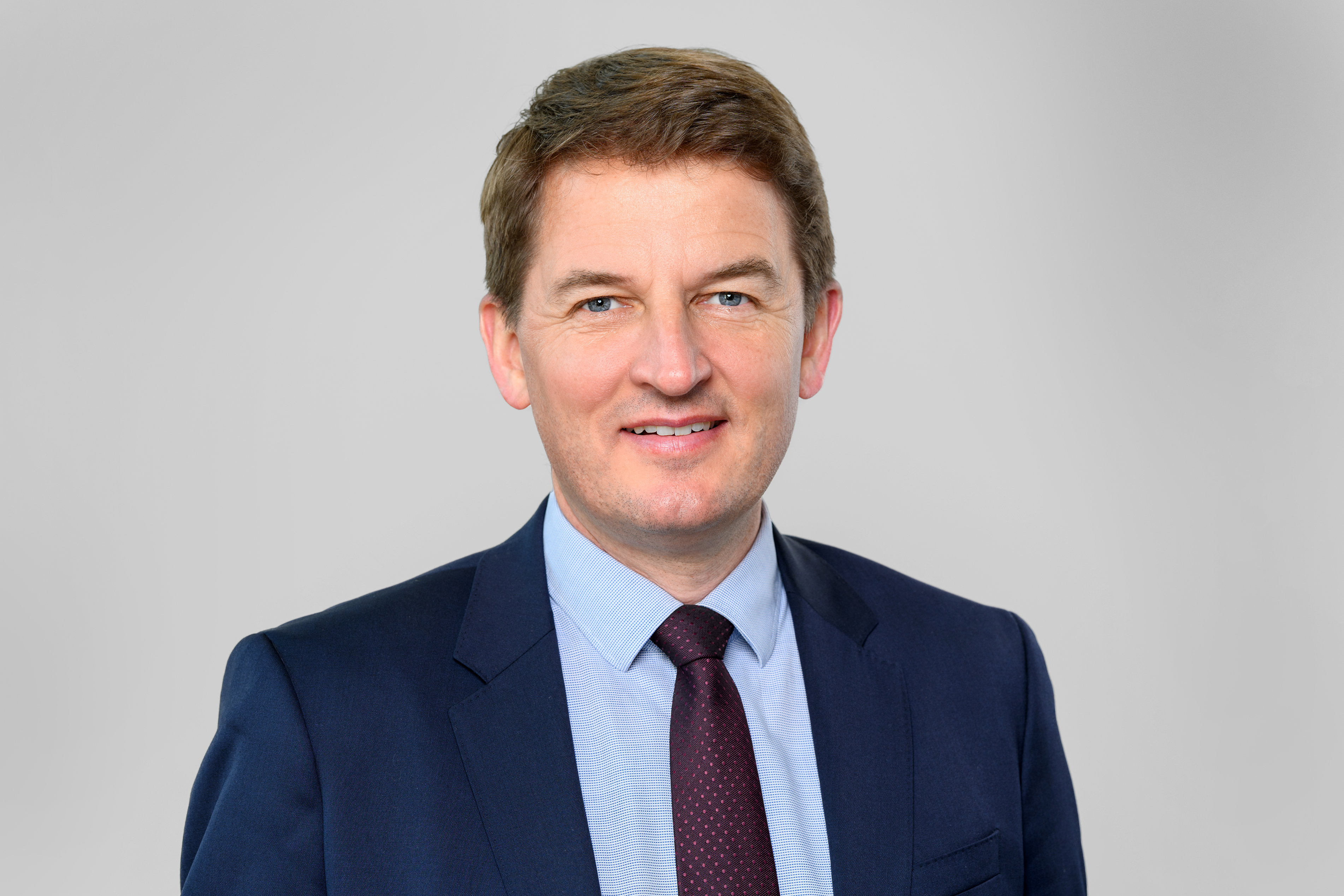
Jörg Rocholl, Präsident, ESMT Berlin

Jörg Rocholl (* 16. Juli 1973 in Soest) ist ein deutscher Wirtschaftswissenschaftler und Präsident der internationalen Wirtschaftshochschule ESMT Berlin. Außerdem ist er Vorsitzender des Wissenschaftlichen Beirats beim Bundesministerium der Finanzen.

## Werdegang
Nach dem Abitur am Aldegrever-Gymnasium in Soest studierte Jörg Rocholl an der Universität Witten-Herdecke und schloss dort 1999 als Diplom-Ökonom mit Auszeichnung ab. Danach ging er zur Columbia Business School der Columbia University in New York, wo er 2001 zunächst einen Master of Philosophy (M.Phil.) und schließlich 2004 einen Doctor of Philosophy (Ph.D.) in Finance and Economics erlangte. Während seiner internationalen Ausbildung zum Ökonomen in New York lernte er die engen Verbindungen zwischen Wirtschaftsprofessoren und Politik kennen. An der Columbia University in New York traf er auf den ehemaligen Wirtschaftsberater des US-Präsidenten Bill Clinton und späteren Wirtschaftsnobelpreisträger Joseph Stiglitz. Sein erster Mentor war der ehemalige Vorsitzende des Council of Economic Advisers Glenn Hubbard.
Von 2003 bis 2007 war er Assistant Professor für Finanzwissenschaft an der Kenan-Flagler Business School der University of North Carolina at Chapel Hill. Seither lehrt er an der privaten Wirtschaftshochschule ESMT Berlin, zunächst als Associate Professor, von 2010 bis Juni 2019 als Full Professor und Inhaber des „EY Chair für Governance und Compliance“. Von September 2010 bis Oktober 2012 war er Dekan der internationalen Business School, seit Juli 2011 ist er Präsident der Hochschule.
Jörg Rocholls Forschung konzentriert sich auf die Entwicklung der globalen Finanzmärkte, Corporate Finance und Unternehmensführung. Er untersuchte die Auswirkungen von politischen Beziehungen auf den Unternehmenswert und die Emission von Wertpapieren durch Initial Public Offerings (IPOs) und Treasury Auctions (Auktionen von Staatsanleihen). Aktuell befasst er sich mit den Folgen der europäischen Finanz- und Schuldenkrise für das Wirtschafts- und Bankensystem und veröffentlichte eine vielbeachtete Studie über die Effekte der EU-Hilfsprogramme für Griechenland. Für die Boston Consulting Group sowie für die Deutsche Bank war er in Frankfurt, London und New York tätig.
Er ist Mitglied des Wissenschaftlichen Beirats beim Bundesministerium der Finanzen und stellvertretender Vorsitzender des Wirtschaftsbeirats der Deutschen Welle. Außerdem ist Jörg Rocholl Forschungsprofessor am ifo Institut in München, Non Resident Fellow bei Bruegel in Brüssel und Gastwissenschaftler am Forschungszentrum der Deutschen Bundesbank in Frankfurt am Main. Er war sowohl Lamfalussy Fellow als auch Duisenberg Fellow der Europäischen Zentralbank in Frankfurt. Seit 2012 ist Jörg Rocholl Chairman des Berliner Demografie Forums.

## Positionen
Zur finanziellen Situation Griechenlands im Interview mit Der Zeit vom 18. August 2011: „Bald wird das griechische Sparprogramm überprüft. Spätestens dann zeigt sich wieder, dass das Land nicht aus der Krise kommt. […] Durch Letzteres [neue Kredite für Griechenland] wird seine Verschuldung weiter steigen. Also werden die Märkte immer unwilliger Kredite gewähren, und damit wird der Bankrott immer wahrscheinlicher.“
Zu den Anleihekäufen der Europäischen Zentralbank (EZB) im Handelsblatt vom 14. Februar 2014: „Die hohe Qualität der Argumentation setzt dem Europäischen Gerichtshof einen Rahmen für seine eigenen Überlegungen. Damit besteht die Chance, dass am Ende ein Programm steht, das berechtige Bedenken aufgreift und wieder die europäische Politik in die Verantwortung nimmt, für Vertrauen in dem Währungsraum zu sorgen. Der Beschluss des Verfassungsgerichts war damit vielleicht nicht der mutigste, aber in jedem Fall ein kluger Schachzug.“
Zur griechischen Staatsinsolvenz in der Frankfurter Allgemeinen Zeitung vom 30. Juni 2015: „Prinzipiell ist eine Staatsinsolvenz im Euro denkbar, es gibt ja das Vorbild des Schuldenschnitts vom Frühjahr 2012, als Griechenland einen Teil seiner Schulden gestrichen hat. Im März 2012 stimmten die privaten Gläubiger ‚freiwillig‘ einem Verzicht zu. […] ‚Der Unterschied zwischen Frühjahr 2012 und heute ist, dass man damals in Athen eine kooperationswillige Regierung hatte und heute nicht‘, sagt Rocholl. Deshalb sei es ‚absolut nicht wünschenswert‘, dass die Gläubiger einem Forderungsverzicht zustimmten.“
Zur Regulierung im Handelsblatt vom 7. September 2015: „Trotz verschiedener Ansätze fehlen bisher großflächige und glaubwürdige Studien zu den Auswirkungen, also zu den Kosten und Nutzen für den Patienten getestet werden müssen, sollten auch regulatorische Schritte im Finanzsystem idealerweise vor, aber zumindest nach ihrer Einführung bezüglich Kosten und Nutzen intensiver überprüft werden. Kein vertrauenswürdiger Arzt würde schließlich mit neuen Medikamenten experimentieren, ohne zu wissen, ob er damit Leib und Leben seiner Patienten gefährdet. Wir sollten den Kapitalismus also nicht vor den Kapitalisten schützen, wie es ein populärer Buchtitel besagt, sondern auch vor einer reflexartig getriebenen Regulierung.“
Zu (VW-)Boni-Zahlungen in der Süddeutschen Zeitung vom 15. April 2016: „Die Bezahlung der Führungskräfte ist auch eine Frage von Vertrauen gegenüber den Arbeitnehmern und der Öffentlichkeit. Soziale Marktwirtschaft funktionierte nur unter fairen Vergütungsmethoden.“
Zu den EU-Hilfspaketen für Griechenland im Handelsblatt vom 4. Mai 2016: „Mit den Hilfspaketen wurden vor allem europäische Banken gerettet.“ So wurden 86,9 Milliarden Euro alte Schulden abgelöst, 52,3 Milliarden Euro gingen für Zinszahlungen drauf, und 37,3 Milliarden Euro wurden für die Rekapitalisierung der griechischen Banken genutzt. […] Doch wecken die neuen ESMT-Berechnungen Zweifel, ob die Hilfsprogramme richtig konstruiert wurden: Mit den Rettungskrediten wurden in den vergangenen Jahren Schulden bedient, obwohl Griechenland de facto seit 2010 pleite ist. „Die europäischen Steuerzahler haben die privaten Investoren herausgekauft“, sagt Rocholl. […] Rocholl gibt zu, dass die Bundesregierung dann möglicherweise auch deutsche Banken mit Staatshilfe hätte stützen müssen. „Aber es wäre zumindest deutlich geworden, wo das Geld hinfließt“, sagt der Ökonom. Das hätte wohl viele Anfeindungen zwischen Athen und Berlin vermieden. Und es wäre für die deutschen Steuerzahler günstiger gewesen.
Zur Antwort der EU auf den britischen Ausstieg in der Frankfurter Allgemeinen Zeitung vom 25. Juni 2016: Der Berliner Ökonom Jörg Rocholl, Mitglied des wissenschaftlichen Beirats des Finanzministeriums, warnte vor einem großen Integrationssprung. Die EU habe in den vergangenen Jahren kein gutes Bild abgegeben. „Vorschnelle Rufe nach weiterer Integration könnten diesen Eindruck eher verschärfen als helfen, Europa dauerhaft zusammenzuhalten“, meinte Rocholl.
Rocholl meint, dass u. a. "die Anwendung Datenschutzes" Deutschlands internationaler Konkurrenzfähigkeit schade und als "innovationsfeindlicher Barriere" "aus dem Weg geräumt" werden müsse. Er thematisiert nicht den damit verbundenen Abbau von grundlegenden Bürgerrechten.

## Mitgliedschaften
- Wissenschaftlicher Beirat des DIW Berlin[12]
- Kuratorium der Wirtschaftswissenschaftlichen Gesellschaft der Wirtschaftswissenschaftlichen Fakultät der Humboldt-Universität zu Berlin[13]
- Wissenschaftlicher Beirat beim Bundesministerium der Finanzen[1]
- American Economic Association (AEA)
- American Finance Association (AFA)
- Western Finance Association (WFA)
- European Finance Association (EFA)
- Deutsche Gesellschaft für Finanzwirtschaft (DGF)
- Verein für Socialpolitik

## Veröffentlichungen (Auswahl)
- Private-Equity-Lexikon [Private equity lexicon], Düsseldorf: Schäffer-Poeschel 2011 ISBN 978-3-7910-2666-4 (mit Albrecht Hertz-Eichenrode, Stephan Illenberger, Thomas A. Jesch, Harald Keller und Ulf Klebeck).
- Bankenunion: Ist eine gemeinsame europäische Bankenaufsicht ein neues Instrument der Bankenrettung? [Bank union: Does common European bank supervision constitute a new bank bail-out instrument?]. In: ifo Schnelldienst, Volume 65(14), (2012), Seite 3–25 (mit Hans-Peter Burghof, Bernhard Speyer, Michael Kemmer, Georg Fahrenschon, Jörg Asmussen und Clemens Fuest).
- Wie wirkt sich der Wegfall staatlicher Garantien auf die Risikoübernahme von Banken aus? In: ifo Schnelldienst, Volume 65(18), (2012), Seite 17–21 (mit Sascha Steffen, Markus Fischer und Christa Hainz).
- Corporate Governance von Banken. In: Zeitschrift für Bankrecht und Bankwirtschaft (ZBB), Volume 5, (2012), Seite 388–392.
- The true significance of the EFSF downgrade. In: Intereconomics, Volume 47(1),(2012), Seite 2–3.
- Politically connected boards of directors and the allocation of procurement contracts. In: Review of Finance, Volume 17(5), (2013), Seite 1617–1648 (mit Eitan Goldman und Jongil So).
- Designing the funding side of the Single Resolution Mechanism (SRM): A proposal for a layered scheme with limited joint liability. In: ESMT No. WP–13–02, (2013) (mit Jan Pieter Krahnen).
- Staatsverschuldung: Privilegien des Staates auf dem Prüfstand [Sovereign debt: Analyzing state's privileges]. In: Wirtschaftsdienst, Volume 94(8), (2014), Seite 560–563 (mit Thiess Büttner und Kai Konrad).
- Where did the Greek bailout money go? In: ESMT No. WP–16–02, (2016) (mit Axel Stahmer).

## Preise und Auszeichnungen
- Mitglied der Deutschen Akademie der Technikwissenschaften (acatech) 2023
- Mitglied der Europäischen Akademie der Wissenschaften und Künste
- Duisenberg Fellowship der Europäischen Zentralbank
- EFA Best Paper Award 2012
- Distinguished CESifo Affiliate Award 2009[14]
- Lamfalussy Fellowship der Europäischen Zentralbank
- Weatherspoon Teaching Award der Kenan-Flagler Business School
- Stipendiat der Studienstiftung des deutschen Volkes